# Rupes Cauchy
La Rupes Cauchy è una struttura geologica della superficie della Luna.